# Seiya Kishikawa

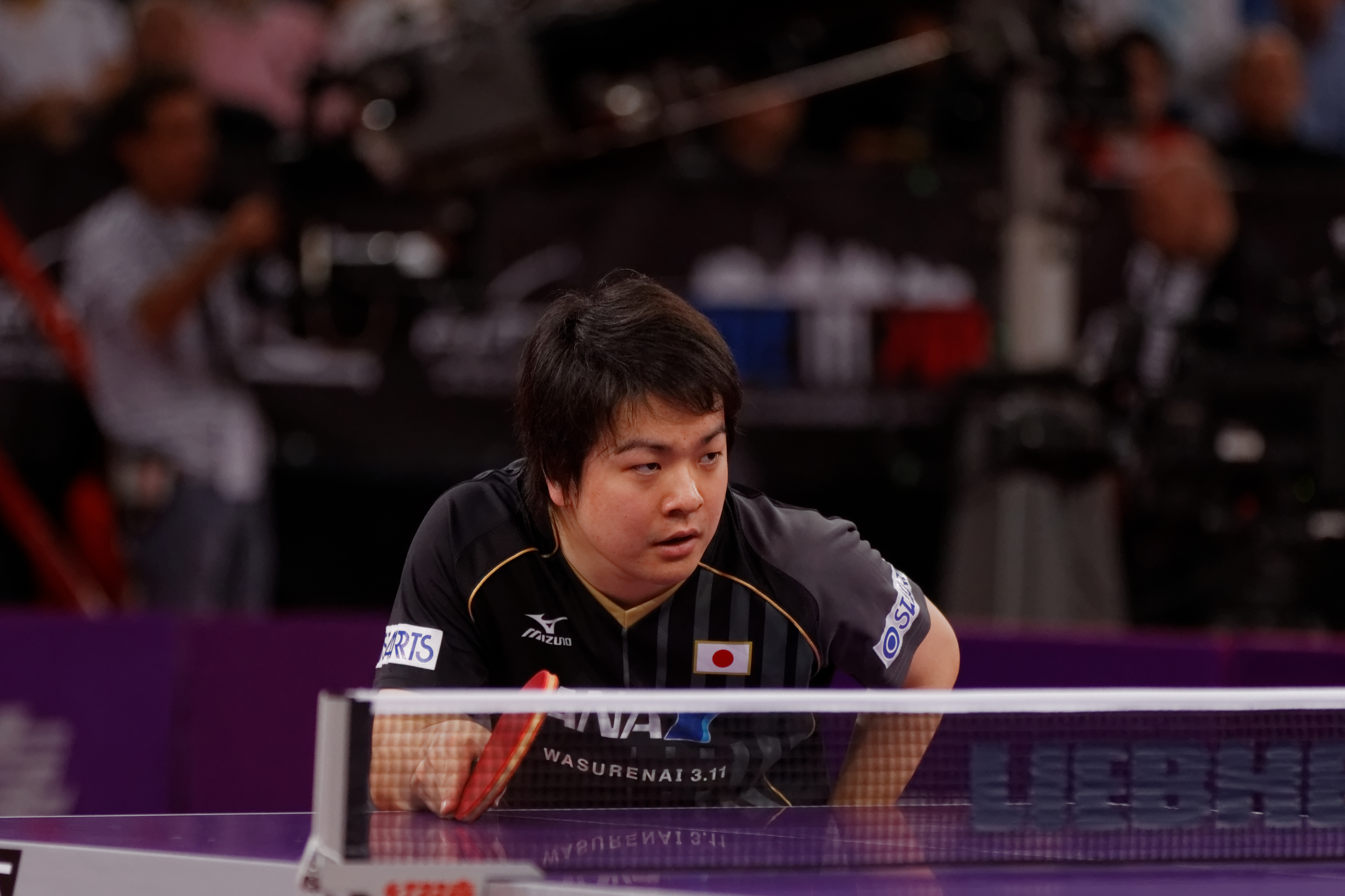
Seiya Kishikawa in 2013

Seiya Kishikawa (Japans: 岸川聖也, Kishikawa Seiya) (Kitakyushu,  21 mei 1987) is een Japans tafeltennisser. Hij speelde samen met Jun Mizutani in herendubbelwedstrijden, het duo won vier opeenvolgende landstitels in 2007-2010. Ze wonnen ook een bronzen medaille op de wereldkampioenschappen tafeltennis 2009 en twee titels bij de ITTF Pro Tour.